# Дохман, Генриетта Исааковна
Генриетта Исааковна Дохман (9 марта 1897, Кременчуг, Полтавская губерния — 27 октября 1987) — советский геобиолог и фитоценолог.

## Биография
Генриетта Дохман родилась в 1897 году в Кременчуге, Российская империя (ныне Кременчуг, Украина), в еврейской семье. 
Окончила физико-математический факультет МГУ и аспирантуру при нём, одновременно с 1927 по 1930 год работала преподавателем ботаники в Институте коммунистического просвещения имени Н. К. Крупской. Затем Дохман в течение года работала геоботаником в Институте агрономии, а затем ещё год в Отделе территориальной организации Научно-исследовательского территориально-организационного института Наркомзема СССР. В 1932 году она вернулась в Московский государственный университет, сначала в качестве преподавателя, а в 1938 году была повышена до должности доцента. Годом ранее ей была присуждена учёная степень кандидата биологических наук. Спустя пять лет Дохман получила степень доктора наук. В 1946 году она стала профессором и заведующей секцией геоботаники биологического факультета. «Дохман написала многочисленные публикации по геоботаническим и фитоценологическим вопросам, включая классификацию степной растительности и историю растительности СССР».